# 東京市場站
東京市場站（日语：／ Tōkyō-Shijō eki */?）是曾經存在於日本東京都中央區築地，日本國有鐵道的貨運車站。本站自東海道貨物線的汐留站延伸1.1公里，於1935年啟用，1984年裁撤。
35°39′43.3″N 139°46′17.9″E / 35.662028°N 139.771639°E